# System Dynamics
System Dynamics (SD) oder Systemdynamik ist eine von Jay W. Forrester Mitte der 1950er Jahre an der Sloan School of Management des MIT entwickelte Methodik zur ganzheitlichen Analyse und (Modell-)Simulation komplexer und dynamischer Systeme.
Anwendung findet sie insbesondere im Bereich sozioökonomischer Systeme. So können die Auswirkungen von Management-Entscheidungen auf die Systemstruktur und das Systemverhalten, wie zum Beispiel den Unternehmenserfolg, simuliert und Handlungsempfehlungen abgeleitet werden. In der Praxis findet die Methodik insbesondere bei der Gestaltung von Lernlabors, in der strategischen und operativen Planung sowie der Operationalisierung von Balanced Scorecards Verwendung. Die Analyse und Gestaltung sozioökonomischer Sachverhalte und Problemsituationen erfolgt durch qualitative und quantitative Modelle.

## Qualitative Modelle
Bei der qualitativen Methode geht es hauptsächlich um die Identifikation und Untersuchung in sich geschlossener Wirkungsketten (engl.: feedback loops). Unterschieden werden dabei Loops mit positiven (reinforcing loops) und negativen (balancing loops) Polaritäten. Ursprünglich soll u. a. nach Forrester die qualitative Methode immer durch eine sich anschließende quantitative Analyse (Simulation) ergänzt werden: Tatsächlich beschränken sich heutige System-Dynamics-Projekte aus konzeptionellen oder finanziellen Gründen teilweise auf qualitative Modelle. Qualitative Modelle wie Kausaldiagramme oder „influence diagrams“ leisten auch ohne Simulation und Verwendung „harter Daten“ (EF. Wolstenholme, 1993) einen wichtigen Beitrag für die System-Analyse: Sie fassen ein sehr komplexes Problem, bestehend aus unzähligen Erklärungen, in übersichtlicher Weise zusammen und helfen als Vorlage für Diskussionen. Sie identifizieren Rückkopplungen und helfen somit, Probleme und Strukturen zu erklären oder neue Einsichten zu gewinnen. Die Untersuchung des Diagramms mag die Angemessenheit der Modellgrenzen und Annahmen besser erkennen lassen. Und schließlich dienen sie als Grundlage für mögliche quantitative Modelle, zumal sie relativ leicht in Gleichungen transformiert werden können.

## Quantitative Modelle
Die Darstellung in Flussdiagrammen (oder auch Sankey-Diagrammen) und die Simulation von Flüssen ermöglicht tieferes Systemverständnis. Lager (Stocks), Raten (Flows) und Hilfsgrößen dienen zur Beschreibung der Systemzusammenhänge und zeigen, wie die Wirkungsketten zum Verhalten von Systemen führen, welche teils nicht-linear und kontraintuitiv sind. Dies ist der Hauptvorteil dieser Methode. Spezielle Software wie CONSIDEO, simcision, AnyLogic, iThink/STELLA, DYNAMO, Vensim, Powersim oder cadCAD ermöglichen die Simulation der untersuchten Fragestellungen. Die Simulation unterschiedlicher Szenarien (Runs) fördert das Verständnis für das Systemverhalten im Zeitverlauf.
Den immer wiederkehrenden Verhaltensmustern komplexer Systeme liegen bestimmte Strukturen zugrunde, die als vereinfachte Modelle dargestellt werden können, sogenannte Systemarchetypen. Momentan werden zehn verschiedene solcher Systemarchetypen unterschieden. Die Kenntnis dieser Grundstrukturen ermöglicht ein tieferes Verständnis verschiedenster Systeme und schafft somit eine Grundlage für effektivere Eingriffe in diese.

## Anwendungen
System Dynamics wird als Anwendungsmodell der ökonomischen Kybernetik heutzutage insbesondere in den Bereichen der Volks- und Betriebswirtschaft zur Analyse von dynamischen und komplexen Sachverhalten eingesetzt. Beispiele stammen aus dem öffentlichen und privaten Sektor: Produktionsmanagement, strategische Planung, Analyse und Design von Geschäftsmodellen, Business Forecasting und Szenarioanalyse. Die Methodik bietet sich generell für die Simulation und Erklärung des komplexen Verhaltens von Menschen in sozialen Systemen an. Hier sind typische Beispiele die Überfischung der Weltmeere oder die Entstehung von Katastrophen z. B. die Katastrophe von Tschernobyl. Außerdem war System Dynamics die grundlegende Methodik zur Simulation des Weltmodells World3, das für die Studien zu Limits to Growth (dt.: Die Grenzen des Wachstums, 1972) unter Leitung von Dennis L. Meadows im Auftrag des Club of Rome erstellt wurde. Wichtige Simulationsmodelle insbesondere für die Umweltforschung wurden von Hartmut Bossel entwickelt.

## Erkenntnisse
Neben dem Modell und den Lösungsansätzen an sich sind die gewonnenen Erkenntnisse und das Verständnis der Prozesse auch Resultate, welche über das Projekt hinaus eingesetzt werden. Weiter führt das Verständnis der Methode zur verbesserten und schnelleren Erkenntnis bei anderen Problemstellungen.